# Délnyugati Kataszteri Divízió

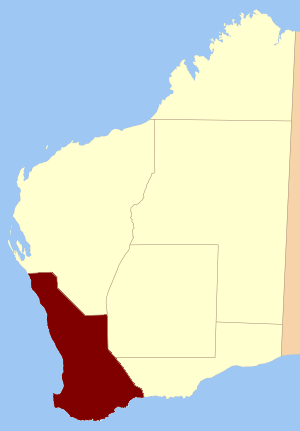
Elhelyezkedése Nyugat-Ausztráliában

A Délnyugati Divízió Nyugat-Ausztrália öt kataszteri divíziójának egyike. Hozzá tartoznak Perth, Albany, Bunbury, Geraldton és Mandurah városai. Magában foglalja továbbá a South West, Great Southern, Peel régiókat, a Wheatbelt régió jelentős részét, valamint a Mid West régió óceánparti területeit.
A divízió népessége hozzávetőlegesen 2,2 millió fő, ebből 1,8 millióan a fővárosban, Perth-ben élnek, míg további 400.000 ember lakik a régiók városaiban és a vidéki területeken. Ez egyúttal azt jelenti, hogy az állam többi részét mindössze 200.000-en népesítik be, vagyis Nyugat-Ausztrália lakosságának körülbelül 92%-a él ebben a divízióban.

## Fordítás
- Ez a szócikk részben vagy egészben  a   South-West Land Division című angol Wikipédia-szócikk ezen változatának fordításán alapul.  Az eredeti cikk szerkesztőit annak laptörténete sorolja fel. Ez a jelzés csupán a megfogalmazás eredetét és a szerzői jogokat jelzi, nem szolgál a cikkben szereplő információk forrásmegjelöléseként.